# Оникиевка
Оникиевка (укр. Оникіївка) — село в Прилукском районе Черниговской области Украины. Население — 74 человека. Занимает площадь 0,642 км².
Код КОАТУУ: 7424187902. Почтовый индекс: 17530. Телефонный код: +380 4637.

## География
Селом протикает речка Ольшанка, правый приток Смоша.
Расстояние до районного центра:Прилуки : (17 км.), до областного центра:Чернигов ( 123 км. ), до столицы:Киев ( 145 км. ). Ближайшие населенные пункты: Ряшки 2 км, Однольков, Смош, Жовтневое и Высокое 4 км.

## Власть
Орган местного самоуправления — Ряшковский сельский совет. Почтовый адрес: 17530, Черниговская обл., Прилукский р-н, с. Ряшки, ул. Центральная, 41.